# كايلي مكيناني
كايلي مكيناني (بالإنجليزية: Kayleigh McEnany)‏ هي صحفية وسياسية أمريكية ولدت في يوم 18 أبريل 1988 في مدينة تامبا في ولاية فلوريدا، عملت سابقاً مع سي إن إن، وثم أختيرت كناطقة باسم المجلس الوطني الجمهوري، وفي فبراير 2020 أعلن الرئيس الأمريكي دونالد ترامب اختيارها كسكرتيرة لحملته الاعلامية لإنتخابات 2020. متزوجة منذ سنة 2017 بلاعب كرة القاعدة الأمريكي شون غيلمارتن.